# Jervisita
La jervisita és un mineral de la classe dels silicats (inosilicats), del subgrup dels clinopiroxens. Va ser descoberta l'any 1982 i va ser anomenada en honor de William P. Jervis. La localitat tipus és a Giacomini, Agrano, Omegna, Província de Verbano-Cusio-Ossola, Piamont, a Itàlia. S'acostuma a trobar en cavitats miarolítiques en granits.